# Heteractis crispa
La anémona cuero (Heteractis crispa) es una especie de anémona de mar de la familia Stichodactylidae.
Es de las denominadas hospedantes, que mantienen una relación mutualista con otros animales, en su caso con 14 especies diferentes de peces payaso (género Amphiprion), los cuales inhiben la liberación de las células urticantes que poseen sus tentáculos, estableciendo una relación de convivencia. De esta manera, los payasos se protegen de sus predadores entre los tentáculos urticantes de la anémona, y esta se beneficia de la limpieza de su disco oral y tentáculos como consecuencia de los continuos movimientos de los peces. También hospedan peces damisela como el Dascyllus trimaculatus, y gambas del género Periclimenes.
Su nombre común es anémona cuero.

## Morfología
Su cuerpo es cílindrico. Su extremo basal es un disco plano que funciona como pie, el disco pedal, y su extremo apical es el disco oral, el cual tiene la boca en el centro, y alrededor tentáculos compuestos de cnidocitos, células urticantes provistas de neurotoxinas paralizantes en respuesta al contacto. La anémona utiliza este mecanismo para evadir enemigos o permitirle ingerir presas más fácilmente hacia la cavidad gastrovascular. 
Esta especie alcanza los 50 cm de diámetro, y sus tentáculos tienen unos 10 cm. 
Su característica distinguible es la presencia de largos y numerosos, más de 800, tentáculos de color gris, blanco, amarillo, verde o violeta-marrón, y el tamaño del pie, que es mucho mayor que su columna, en comparación con otras anémonas. Las puntas de los tentáculos tienen diferentes colores: azul, púrpura o malva.

## Hábitat
Suelen habitar en los frentes de arrecife, en suelos arenosos o grietas de rocas. Entre 2 y 25 m de profundidad, y en un rango de temperaturas entre 25.01 y 28.04 °C.

## Distribución geográfica
Se distribuyen en aguas tropicales y subtropicales del océano Indo-Pacífico, desde el mar Rojo hasta Tuamotu. Está presente en Arabia Saudí, Australia, Egipto, Filipinas, Guam, Indonesia, Israel, Japón, islas Marshall, Papúa Nueva Guinea, Nueva Caledonia, Seychelles, Singapur, Vietnam y Yibuti.

## Alimentación
Las anémonas contienen algas simbióticas llamadas zooxantelas. Las algas realizan la fotosíntesis produciendo oxígeno y azúcares, que son aprovechados por las anémonas, y se alimentan de los catabolitos de la anémona (especialmente fósforo y nitrógeno). No obstante, las anémonas se alimentan tanto de los productos que generan estas algas (entre un 75 y un 90 %), como de las presas de zooplancton o peces, que capturan con sus tentáculos.

## Reproducción
Las anémonas se reproducen tanto asexualmente, por división, en la que el animal se divide por la mitad de su boca formando dos clones; o utilizando glándulas sexuales, encontrando un ejemplar del sexo opuesto. En este caso, se genera una larva plánula ciliada, que caerá al fondo marino y desarrollará un disco pedal para convertirse en una nueva anémona.

## Galería

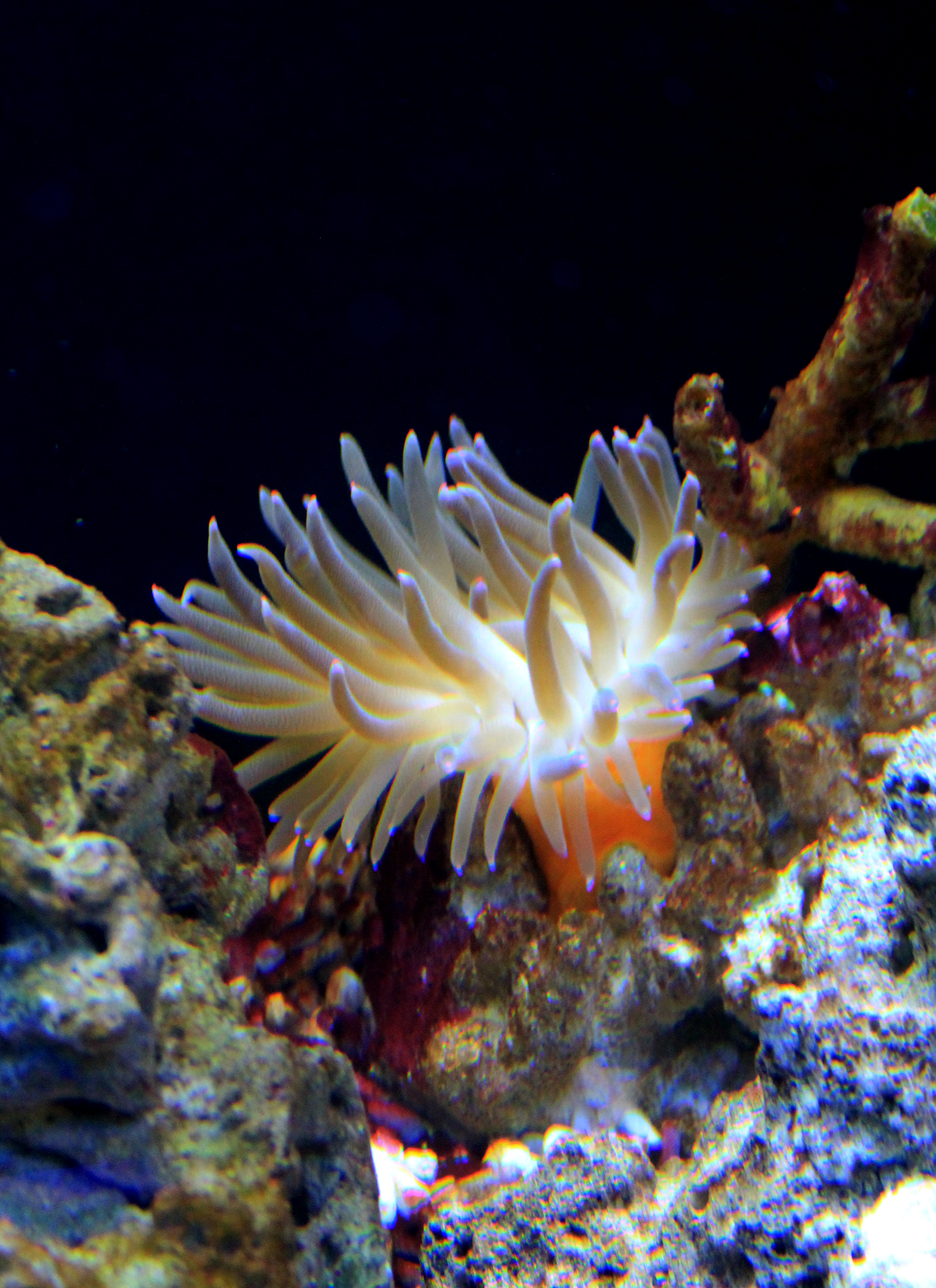
Ejemplar joven de H. crispa en el Acuario de Praga
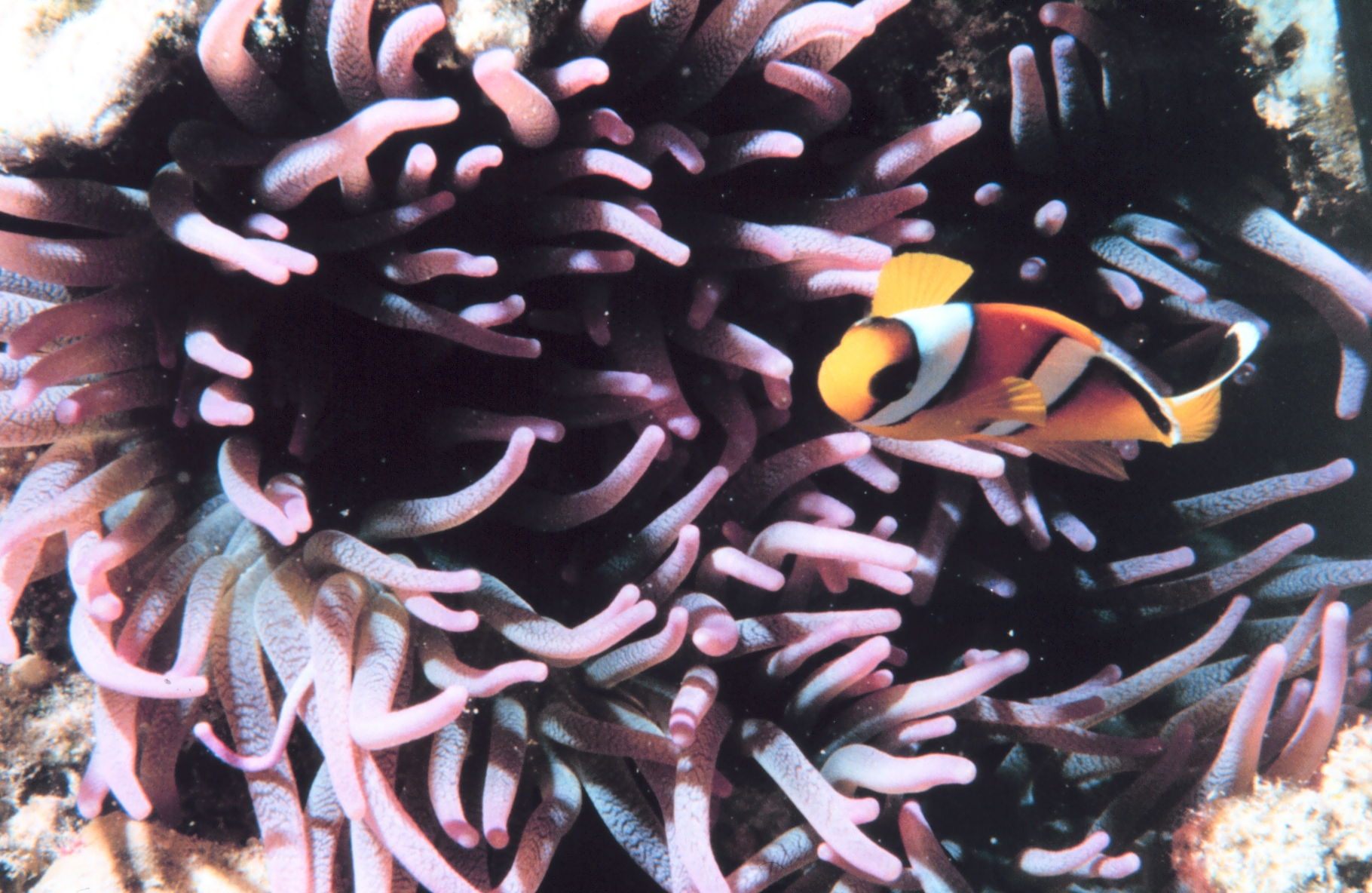
Pareja de A.bicinctus en H.crispa
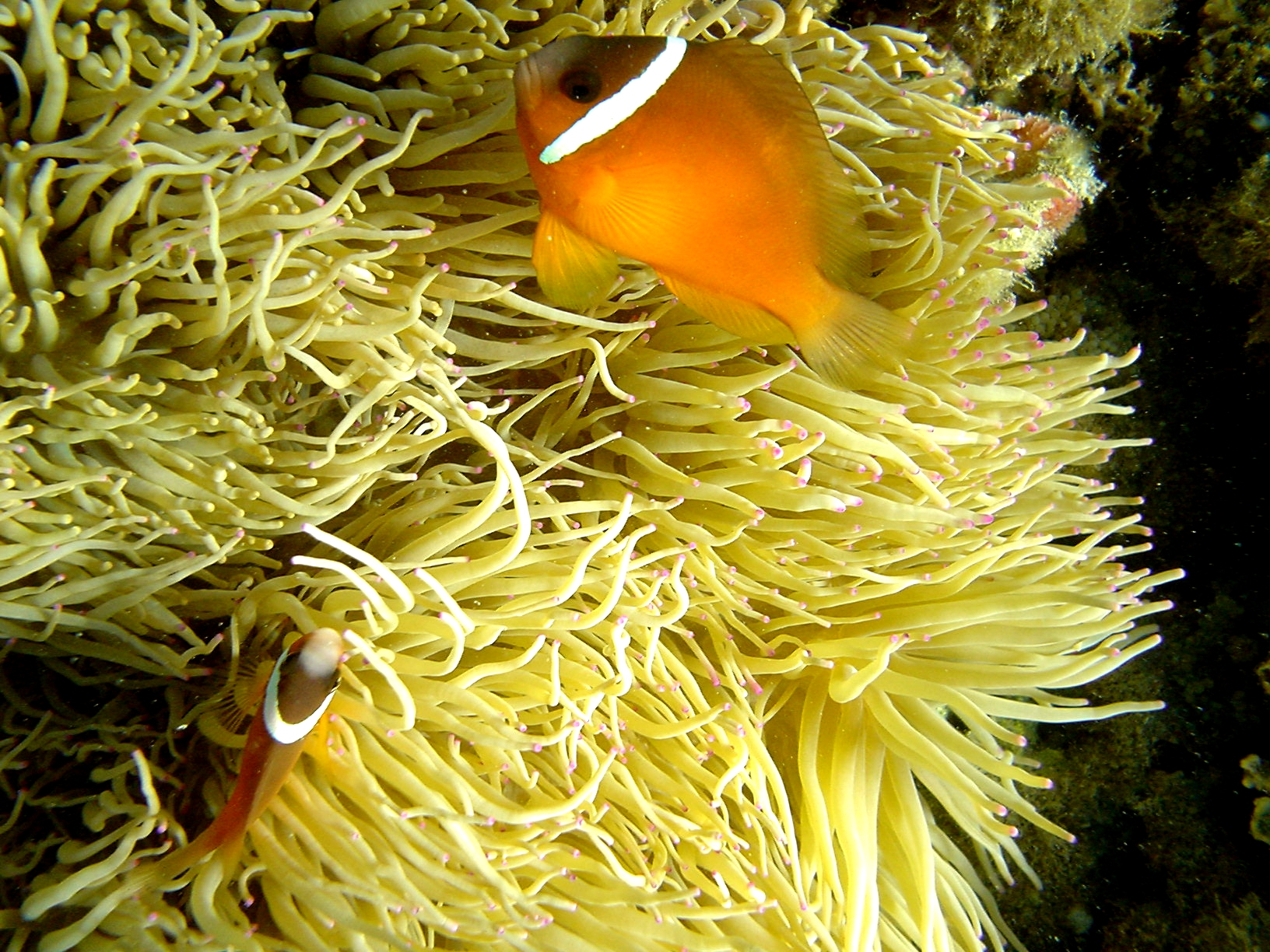
Pareja de A. barberi en H. crispa
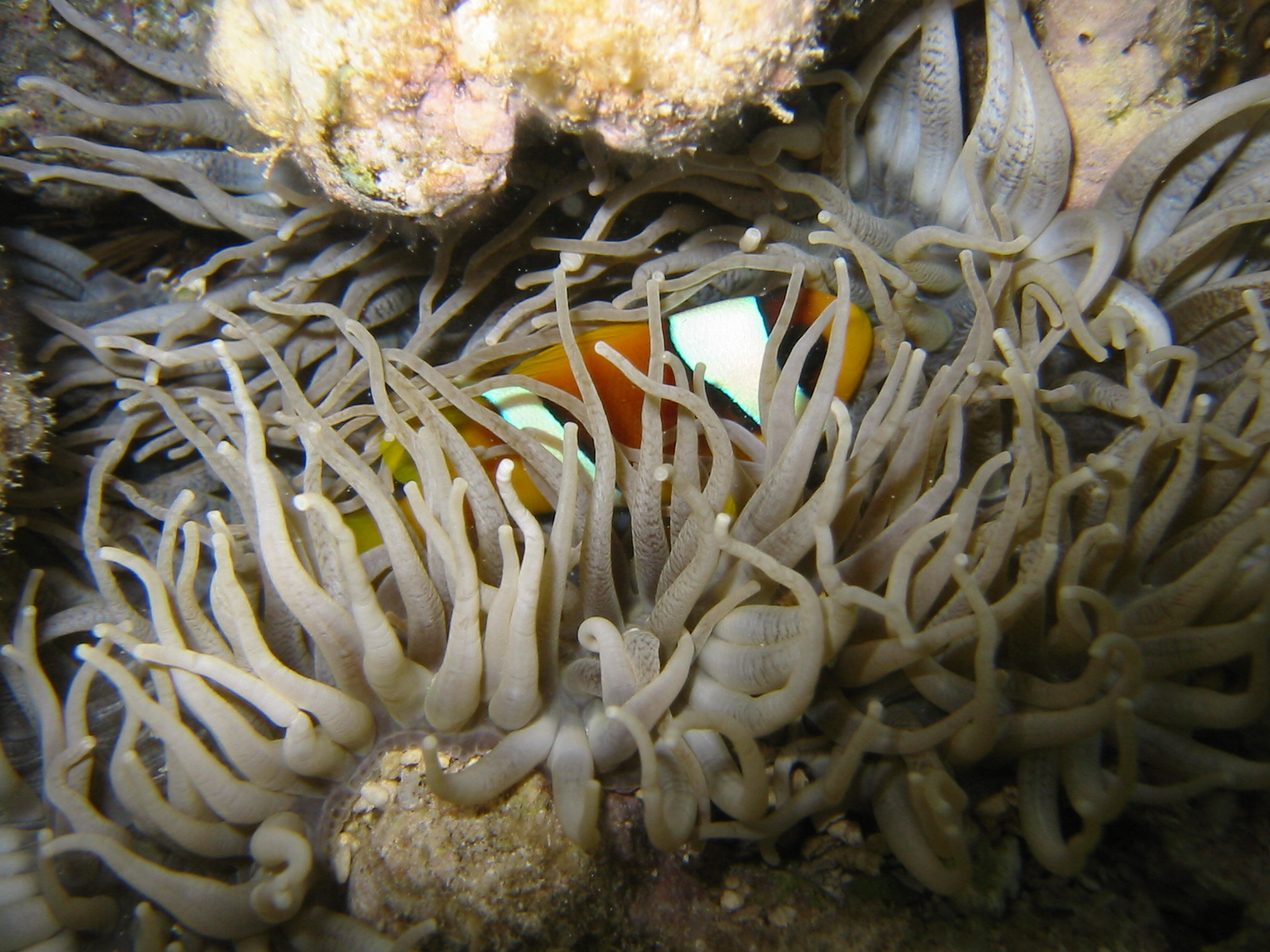
H. crispa y Amphiprion bicinctus
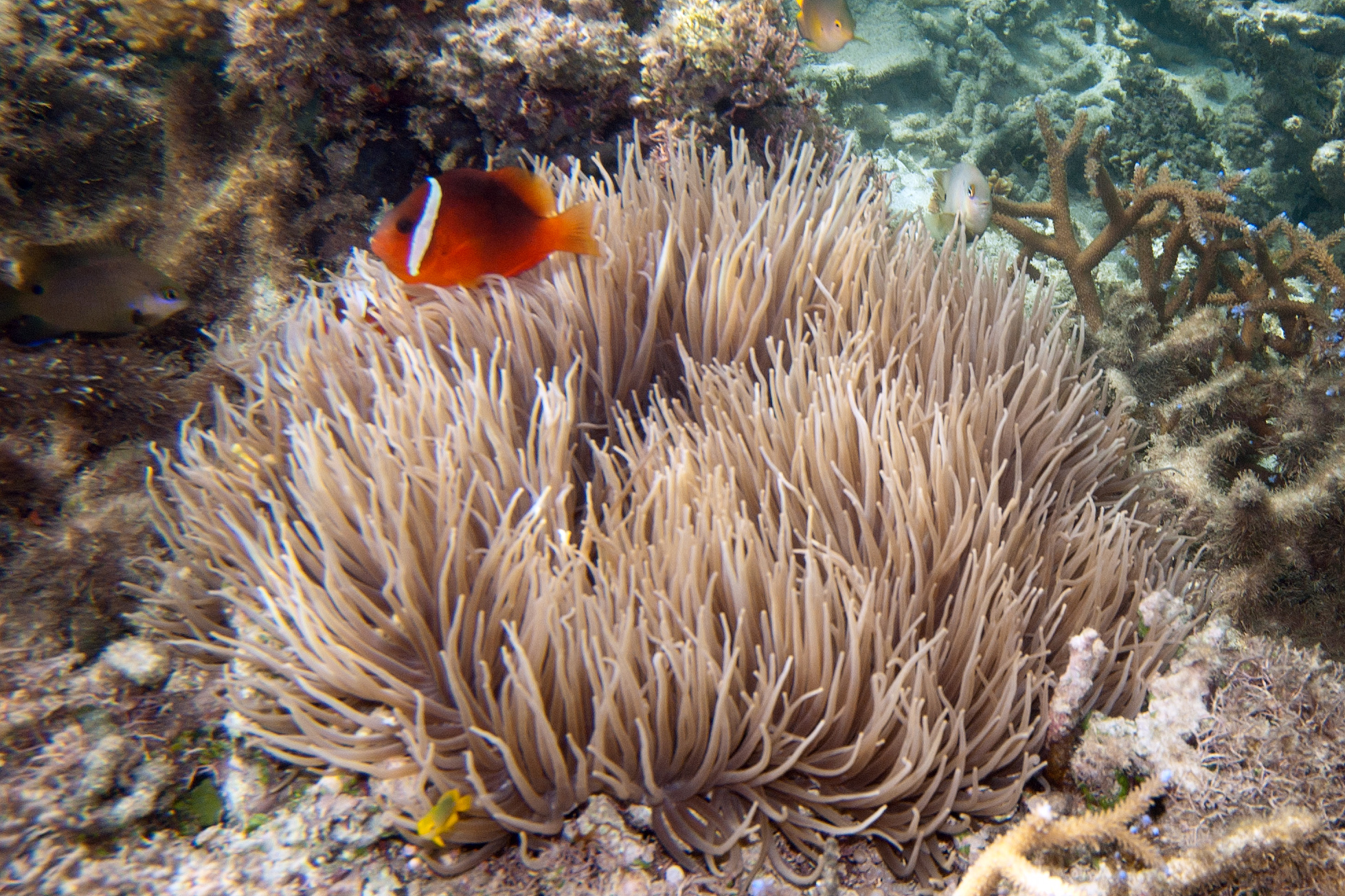
Amphiprion barberi en H. crispa, en Fiyi
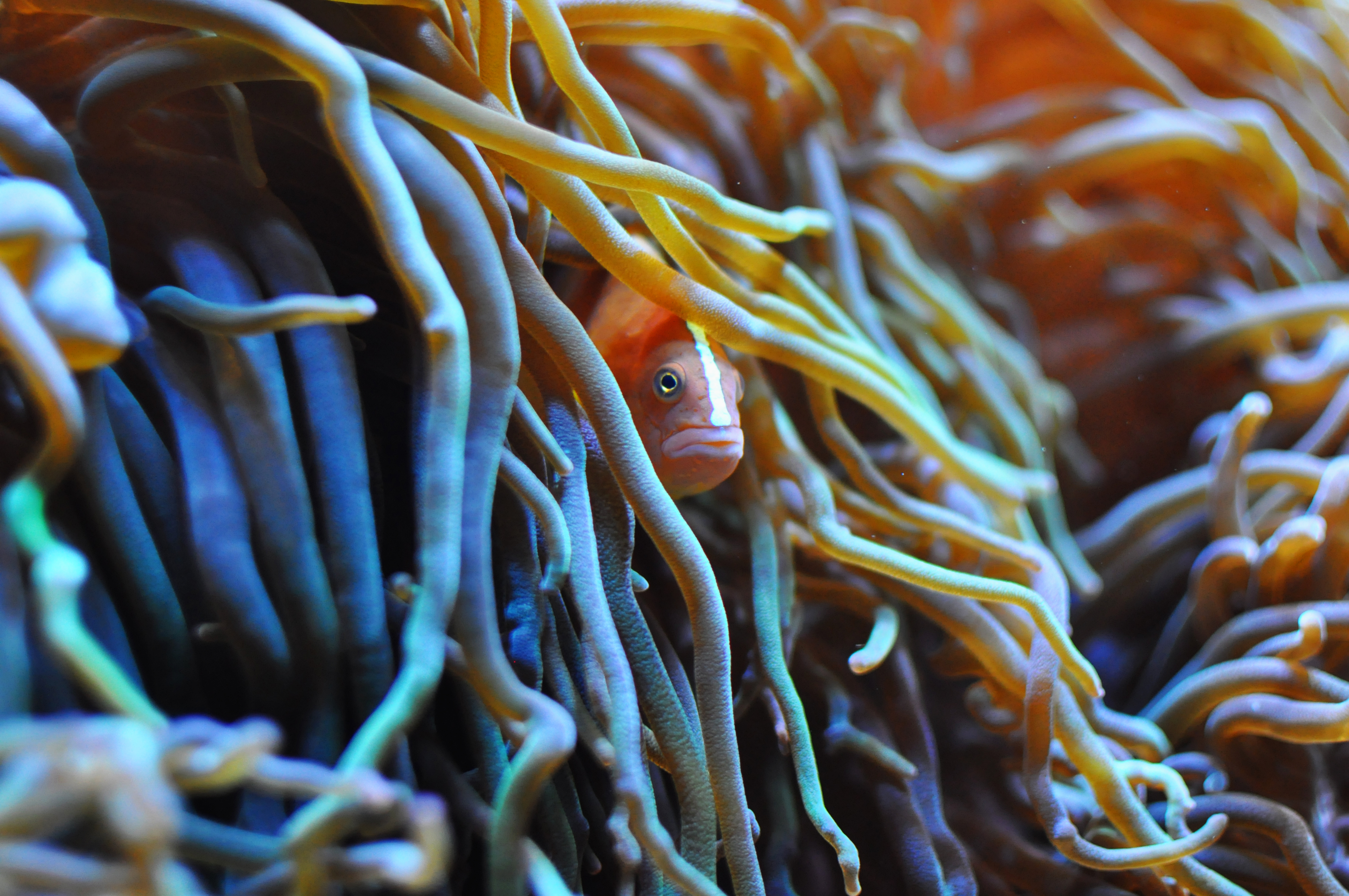
Amphiprion sandaracinos en H. crispa, Oceanopolis, Brest, Francia